# Châu Phú
Châu Phú is een district in de Vietnamese provincie An Giang, een van de provincies in de Mekong-delta. De oppervlakte van het district is 426 km² en heeft 244.305 inwoners. De hoofdstad van het district is Cái Dầu.
Châu Phú ligt twintig kilometer ten zuiden van Long Xuyên en tien kilometer ten noorden van Châu Đốc.
Het district bestaat uit de volgende xã's: Khánh Hòa, Mỹ Đức, Mỹ Phú, Ô Long Vĩ, Vĩnh Thạnh Trung, Thạnh Mỹ Tây, Bình Long, Đào Hữu Cảnh, Bình Phú, Bình Chánh, Bình Mỹ en Cái Dầu.